# São Bartolomeu (Borba)
São Bartolomeu es una freguesia portuguesa del concelho de Borba, con 0,14 km² de superficie y  habitantes (2001). Su densidad de población es de 6 517,5 hab/km².

## Monumentos
- Iglesia de San Bartolomé (Borba), uno de los edificios religiosos más destacados de la región del Alentejo